# Daniel Rapant
Daniel Rapant (17. dubna 1897 Holíč – 17. dubna 1988 Bratislava) byl slovenský historik, archivář a vysokoškolský pedagog. Jeho manželkou byla slovenská herečka Hana Meličková.

## Život
Po maturitě ve Skalici v roce 1917 pokračoval ve studiu (1918-1922) na Filosofické fakultě Univerzity Karlovy v Praze (obor historie a slavistika). Během vysokoškolského studia absolvoval v letech 1919-1921 Státní archivní školu v Praze. Po ukončení studií absolvoval studijní pobyt na Sorboně v Paříži. V roce 1924 nastoupil do funkce hlavního župního archiváře v Bratislavě.
Od roku 1933 působil jako mimořádný (od roku 1938 jako řádný) profesor československých dějin na Univerzitě Komenského v Bratislavě. V letech 1938-1939 předsedal československo-maďarské komisii pro menšinové otázky. V roce 1945 se stal rektorem na Univerzitě Komenského v Bratislavě. V letech 1945–1947 pak působil jako děkan Filosofické fakulty Univerzity Komenského v Bratislavě.
Zemřel 17. dubna 1988 v Bratislavě a byl pohřben na Národním hřbitově v Martině.

## Publikace
- Asimilácia odrodilých Slovákov (Mladé Slovensko č. 3-4/1921)
- Národ a dejiny (1924)
- Národ a československá otázka (1925)
- K počiatkom maďarizácie. I. diel. Vývoj rečovej otázky v Uhorsku 1740-1790 (Sp. fil. fak. Bratislava 1927)
- Maďarizácia, Trianion, revízia a demokracia (Prúdy 1930)
- Maďarónstvo Bernolákovo (Bratislava 1930)
- Československé dejiny. Problémy a metódy (1930)
- K počiatkom maďarizácie. II. diel. Prvé zákony maďarizačné 1790-1792 (Bratislava 1931)
- O Starý Liptov (1934)
- Slovenské povstanie v roku 1848-1849, I/1-2—V/1-2 (1937, 1947, 1948, 1950, 1954, 1956, 1958, 1961, 1963, 1967, 1972)
- Pribinov nitriansky kostolík (1941)
- Doba štúrovská (1942)
- Slovenský prestolný prosbopis z roku 1842 (Tranoscius, Liptovský Mikuláš 1943)
- Viedenské memorandum slovenské z roku 1861 (1943)
- Ilegálna maďarizácia 1790-1840 (1947)
- Tatrín. Osudy a zápasy (1950)
- Sedliacke povstanie na východnom Slovensku roku 1831. I/1-3 (1953)
- Slováci v dejinách (Slovenské pohľady č. 3/1968)
- Logika dejín (Kultúrny život č. 33/1968)

### Vyznamenání
- 1968 – Národná cena SSR
- 1969 – Řád práce
- 1987 – Zlatá medaila SAV
- 1991 – Řád Tomáše Garrigua Masaryka 1. třídy (in memoriam)